# Crucibulum cyclopium
Crucibulum cyclopium är en snäckart som beskrevs av S. S. Berry. 1969. Crucibulum cyclopium ingår i släktet Crucibulum och familjen toffelsnäckor. Inga underarter finns listade i Catalogue of Life.